# Base sous-marine de Marseille
La base sous-marine de Marseille, nom de code allemand Martha, est un bunker inachevé destiné à abriter des sous-marins allemands (U-Boote), construit dans le port de Marseille, en France, pendant la Seconde Guerre mondiale.
Aujourd'hui, le bunker n'a plus accès à l'eau, car la fosse de construction a été remplie après la guerre. L'installation est maintenant utilisée pour abriter un centre de données nommé MSR3 de Digital Realty d'une surface de 7 100 m2 et une consommation de 17 MW.

## Données sur les bâtiments
Le bunker a une longueur de 251 m et une largeur de 45 m. L'épaisseur du plafond en béton est de 5,50 m. Le bunker doit comporter 13 caissons pour 20 sous-marins,. La hauteur d'un caisson est de 12,50 m.

## Histoire
En réponse au débarquement américain en Afrique du Nord, les Allemands envahissent la zone libre pour occuper toute la France lors de l'opération Anton en novembre 1942. Ils décident alors de construire des bunkers pour sous-marins dans les ports de la côte méditerranéenne française. En décembre 1942 des emplacements possibles sont examinés, en janvier 1943 le site de Marseille est choisi. La construction est confiée à l'entreprise de BTP allemande Wayss & Freytag. En raison du mauvais état du sol, nécessitant une plaque de base comme fondation, une période de construction d'au moins deux ans est prévue,.
Le 2 décembre 1943, le chantier est bombardé par 46 bombardiers B-17, ce qui entraîne de nouveaux retards dans la construction, puisque, entre autres, les palplanches de la fosse de construction sont endommagées,. Le 27 mai 1944, des bombardiers américains attaquent les installations militaires allemandes à Marseille.
En août 1944, les Alliés débarquent sur la Côte d'Azur. Les travaux de construction du bunker sont arrêtés,. Le 28 août 1944, les unités de la Wehrmacht capitulent à Marseille,, la ville est libérée. Le bâtiment va les mois suivant servir à héberger les prisonniers allemands utilisés pour le déminage du port.

## Après-guerre
Devenue propriété du port autonome de Marseille (aujourd'hui Grand port maritime de Marseille), la base est longtemps laissée quasiment à l'abandon, servant ponctuellement à conserver les saisies des douanes.
En 2018, la société Interxion, fournisseur de services de centres de données, a acquis la concession du bunker pour 49 ans afin de construire son troisième centre de données à Marseille,. Le coût du projet est estimé à 140 millions d'euros,. Le bâtiment, non protégé [précision nécessaire], est alors conservé à cause du coût prohibitif de sa destruction, 20 millions d'euros. À l'intérieur, une quinzaine de fresques murales sont redécouvertes, représentant des paysages du Tyrol autrichien et du bord du Rhin ainsi que le baron de Münchhausen juché sur une bombinette. Elles ont probablement été peintes par les prisonniers allemands. Avant sa restructuration, Interxion accepte la demande d'une association marseillaise de protection des fortifications pour documenter et photographier le bâtiment. Ce travail conduit à la rédaction d'un livre par Alain Chazette. Les fresques murales sont ensuite protégées et masquées par des cloisons. L'inauguration du centre de données a eu lieu le 11 juillet 2020.
Le bâtiment situé dans le nord du port de Marseille, entre le mole du Cap Janet et le terminal à bateaux de croisières, reste encore aujourd'hui bien reconnaissable. Il est visible depuis le chemin du littoral, depuis l'autoroute homonyme et depuis le quartier de La Calade.

## Galerie

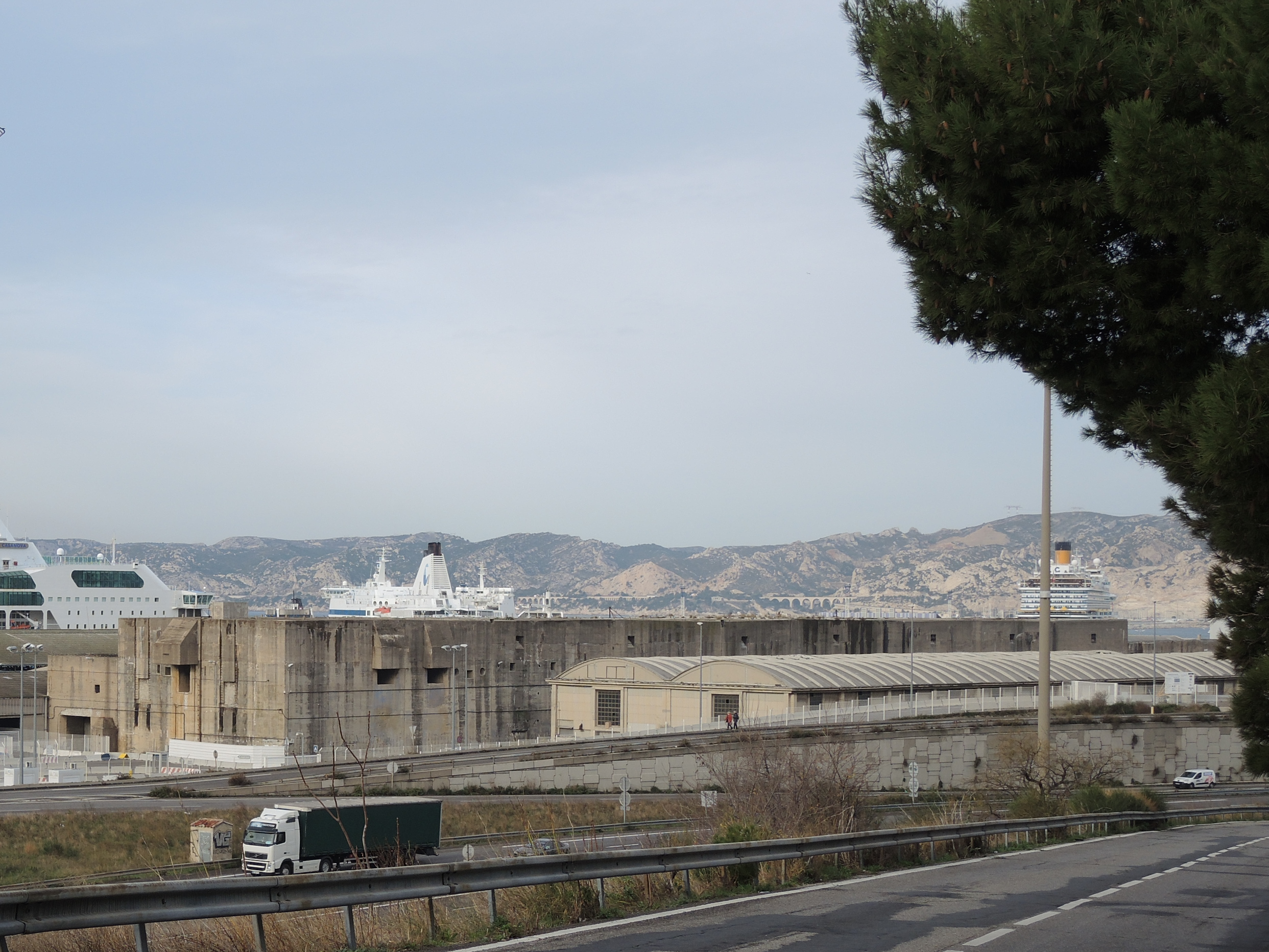
La base sous-marine vue en janvier 2016 depuis le chemin du cap Janet, au-dessus de l'autoroute du Littoral.
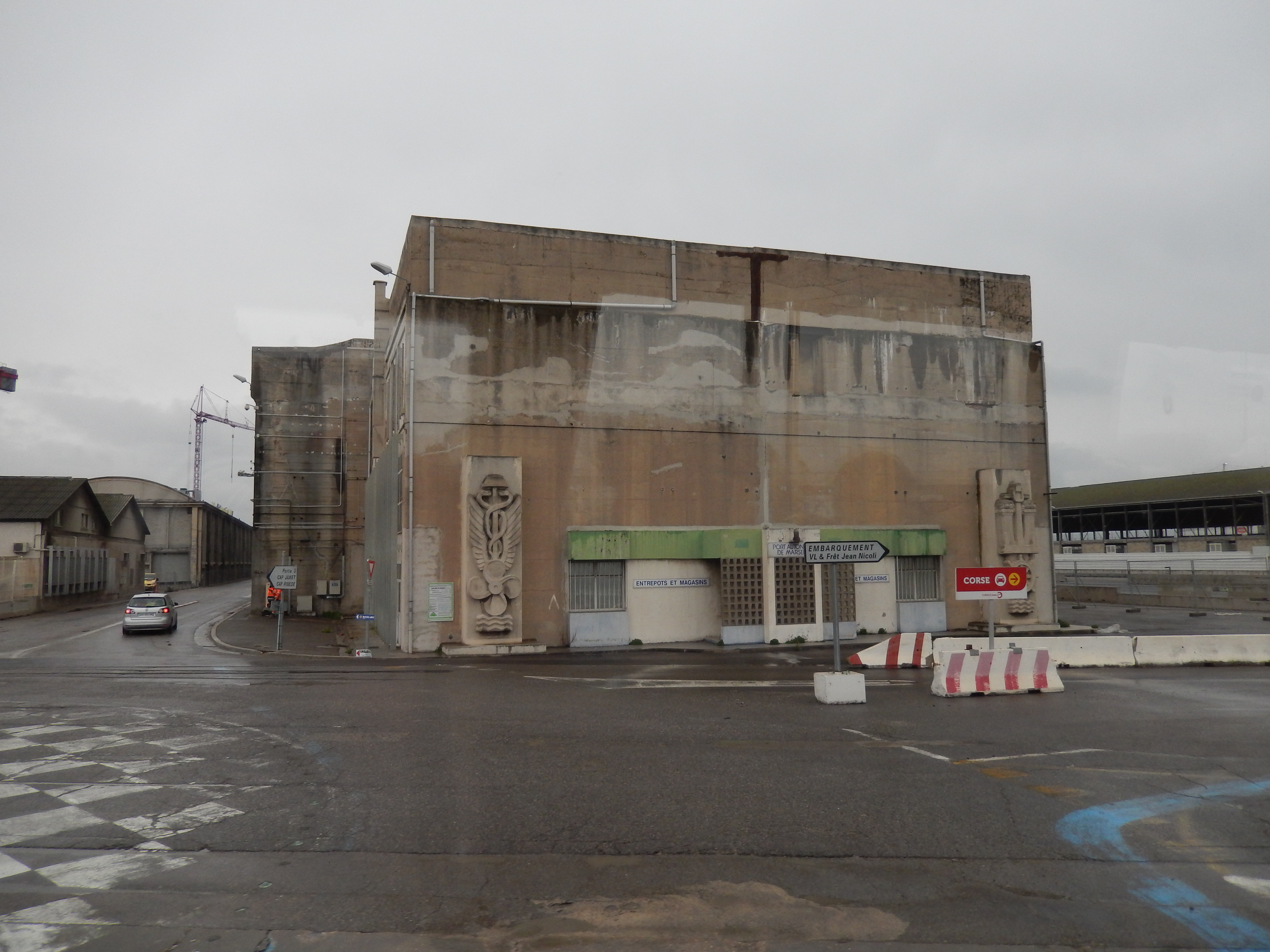
Côté nord du bâtiment en février 2018.
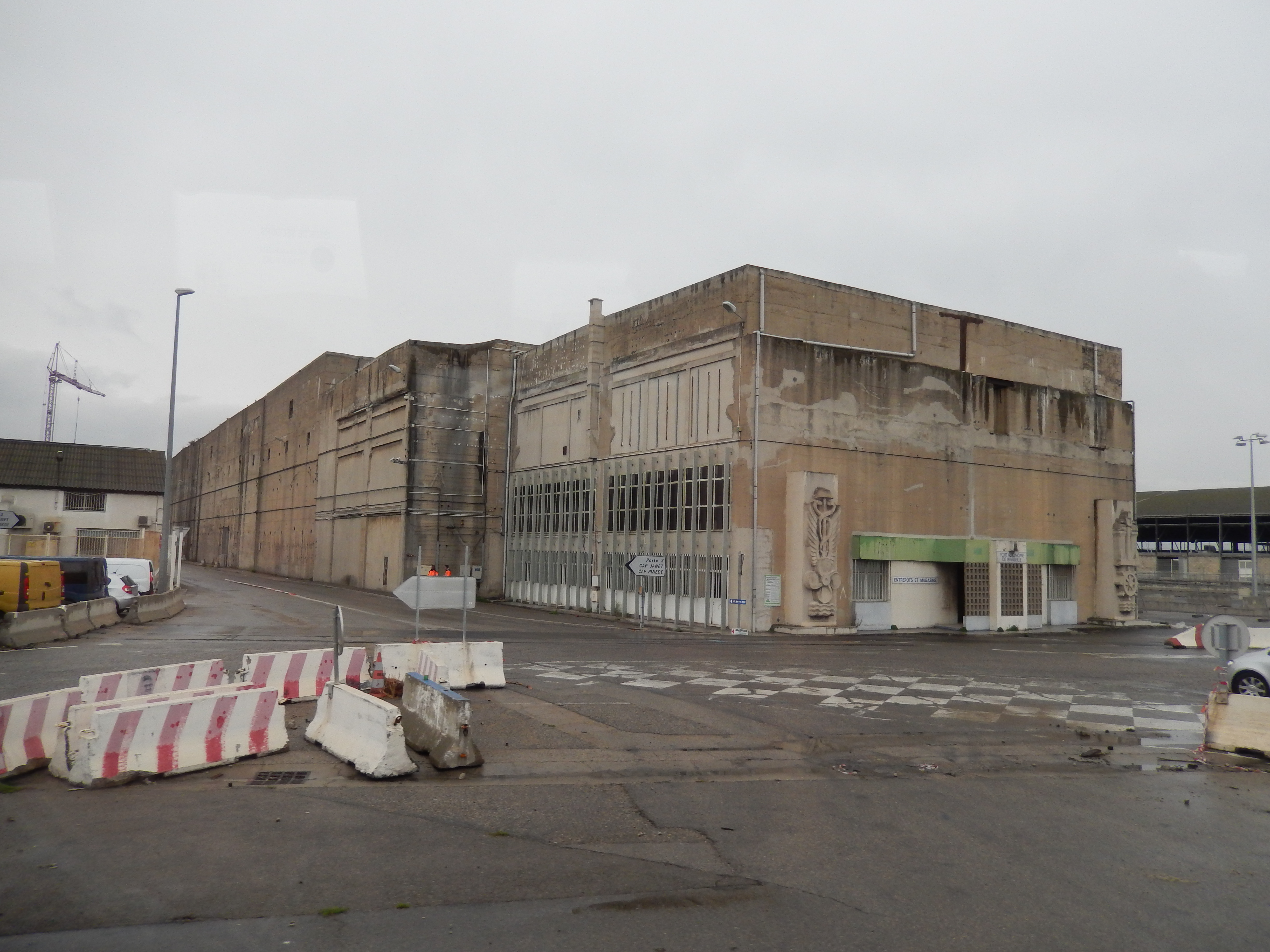
En février 2018.